# Tyler Wideman
Tyler Wideman (Schererville, 18 novembre 1995) è un cestista statunitense.

## Carriera
Con gli Stati Uniti ha disputato i Giochi panamericani di Lima 2019.

## Palmarès
- Coppa di Croazia: 1

Cedevita: 2019